# Volo Jeju Air 2216
Il volo Jeju Air 2216 è stato un volo passeggeri internazionale di linea dall'aeroporto Suvarnabhumi vicino a Bangkok, in Thailandia, all'aeroporto Internazionale di Muan nella contea di Muan, in Corea del Sud. Il 29 dicembre 2024, un Boeing 737-800 che operava il volo è uscito di pista all'aeroporto di Muan e si è schiantato contro una barriera dopo un atterraggio senza l'utilizzo del carrello.
L'incidente è stato il più grave disastro aereo che ha coinvolto un aereo di linea sudcoreano dopo l'incidente del 1997 del volo Korean Air 801 a Guam ed è diventato il peggior incidente aereo in territorio sudcoreano, superando l'incidente del 2002 del volo Air China 129. È stato anche il primo incidente mortale nei 19 anni di storia della Jeju Air. È il più grave incidente di massa in Corea del Sud dopo il naufragio del Sewol nel 2014.
Questo incidente è il peggiore disastro aereo del 2024, il peggiore a coinvolgere un aereo della serie Boeing 737 Next Generation, superando l'abbattimento del volo Ukraine International Airlines 752 avvenuto quattro anni prima, e quello con più vittime degli anni 2020. È anche il peggiore dopo l'incidente del volo Lion Air 610 del 2018.

## Contesto

### L'aereo
Il velivolo coinvolto era un Boeing 737-8AS, registrato HL8088, e dotato di due motori CFM International CFM56-7B. Ha volato per la prima volta il 19 agosto 2009 ed è stato consegnato nuovo a Ryanair e registrato EI-EFR. Ryanair ha noleggiato l'aereo fino al 2017, dopodiché è stato trasferito a Jeju Air dal locatore, SMBC Aviation Capital. Meno di un mese prima dell'incidente, Jeju Air aveva ripreso i regolari servizi internazionali all'aeroporto Internazionale di Muan dopo una sospensione causata dalla pandemia di COVID-19, e l'aereo coinvolto stava effettuando quattro voli settimanali tra l'aeroporto e Bangkok, un servizio inaugurato solo l'8 dicembre.

### Passeggeri ed equipaggio
Dei 175 passeggeri, due erano di nazionalità thailandese e gli altri 173 erano sudcoreani. Il più anziano a bordo era nato nel 1946, mentre il più giovane era un bambino di tre anni nato nel 2021. Delle 181 persone a bordo, c'erano 82 uomini e 93 donne. Cinque passeggeri avevano meno di dieci anni.
Il comandante (45) era un dipendente di Jeju Air dal 2019 e aveva accumulato più di 6 820 ore di esperienza di volo; il primo ufficiale ne aveva oltre 1 650. L'equipaggio comprendeva anche quattro assistenti di volo; i due seduti nei sedili posteriori sono stati gli unici sopravvissuti all'incidente ed erano coscienti. Hanno riportato ferite da moderate a gravi, tra cui una con fratture alle costole, alla scapola e alla parte superiore della colonna vertebrale, e l'altra con ferite alla caviglia e alla testa. Entrambi hanno ricevuto cure mediche in ospedali diversi a Mokpo prima di essere trasferiti a Seul. Entrambi i sopravvissuti apparivano disorientati e non erano in grado di ricordare ciò che era accaduto subito dopo l'atterraggio.
La maggior parte dei passeggeri stava tornando a casa da un pacchetto turistico natalizio di cinque giorni a Bangkok, noleggiato dall'agenzia di viaggi che aveva organizzato il tour. Tredici passeggeri erano funzionari governativi a livello provinciale o locale/municipale, otto erano funzionari della contea di Hwasun e cinque erano funzionari amministrativi dell'Ufficio provinciale dell'istruzione di Jeonnam.
I morti accertati sono stati 179, tutti i 175 passeggeri e 4 membri dell'equipaggio. I funzionari locali dei vigili del fuoco hanno dichiarato che i passeggeri sono stati espulsi dall'aereo dopo l'impatto con la barriera, lasciando poche possibilità di sopravvivenza. I vigili del fuoco hanno dichiarato che alcuni corpi sono stati trovati a 100–200 m dal luogo dell'incidente, mentre altri sono stati trovati mutilati o bruciati tra i rottami.

## L'incidente

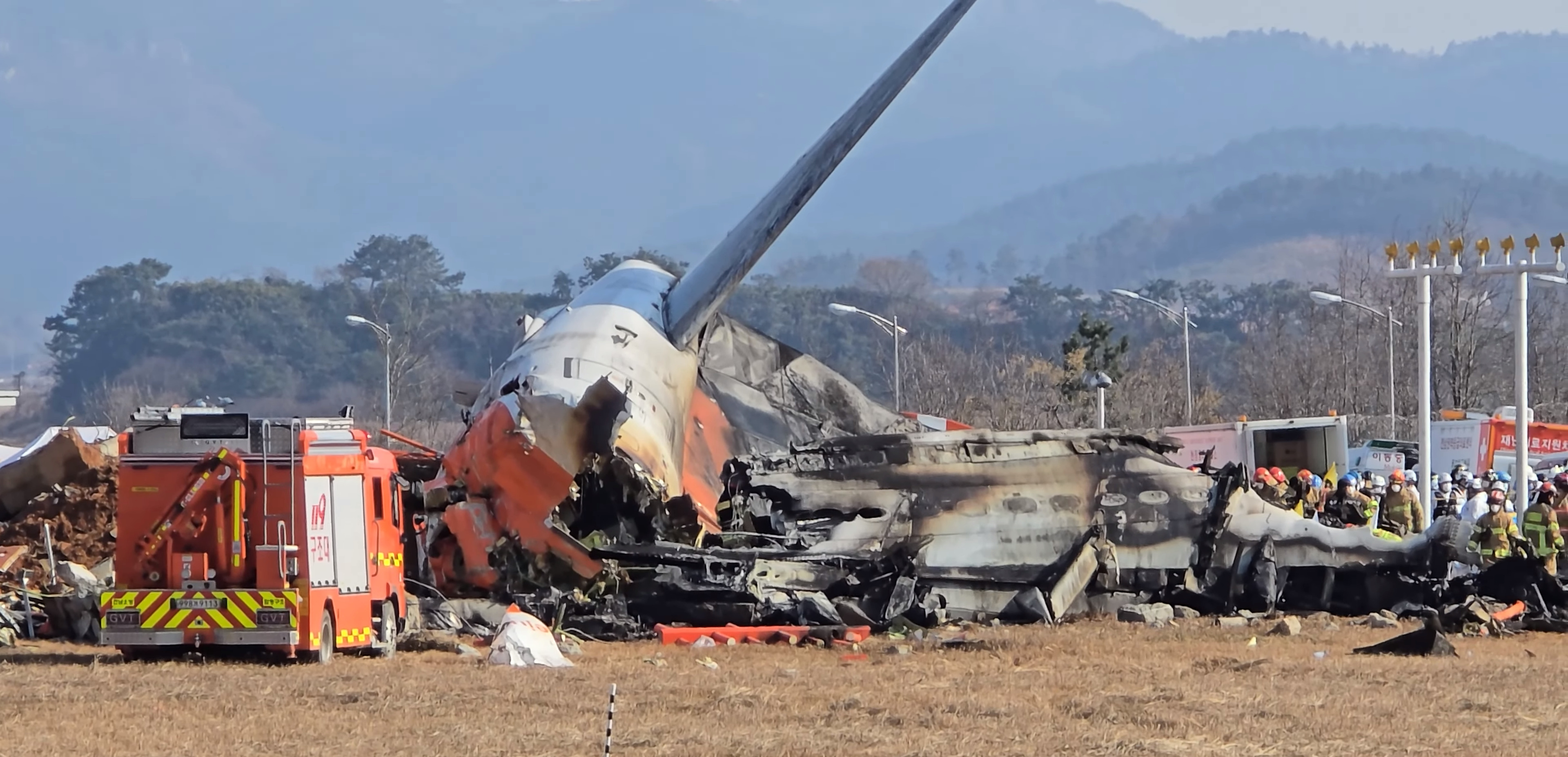
Il relitto dell'aereo

L'aereo è partito dall'aeroporto Suvarnabhumi alle 02:11 TIC (UTC+7) ed è decollato dalla pista 02R alle 02:28. I funzionari thailandesi hanno dichiarato che né riguardo l'aereo né la pista erano state segnalate anomalie. Trasportava 181 occupanti: 175 passeggeri e 6 membri dell'equipaggio.
Alle 08:54 KST (UTC+9), l'aereo è stato autorizzato ad atterrare all'aeroporto Internazionale di Muan, in Corea del Sud. Mentre l'aereo si preparava ad atterrare, alle 08:57 è stato avvertito del potenziale bird strike. Un minuto dopo, i piloti hanno emesso un mayday. Alle 09:00, l'aereo ha tentato un atterraggio di emergenza, ma è stato costretto a riattaccare dopo che il carrello non si era esteso. Un minuto dopo ha ricevuto l'autorizzazione a tentare un atterraggio dalla direzione opposta. L'incidente si è verificato tra le 09:03 e le 09:07 quando l'aereo ha tentato di eseguire un belly landing, toccando terra circa a metà pista, riducendo in tal modo lo spazio di frenata. Il velivolo è uscito di pista, e le riprese video mostrano che l'aereo ha sbandato e poi si è scontrato con un terrapieno che sorreggeva l'impianto ILS ed è esploso. I residenti locali hanno dichiarato di aver visto fiamme e scintille provenire dall'ala destra del velivolo e di aver sentito esplosioni e “raschiamenti di metallo” prima dell'impatto. Alcuni hanno riferito di aver visto uno stormo di uccelli ingerito nel motore destro, causando un incendio. Gli unici sopravvissuti sono stati due membri dell'equipaggio salvati dalla sezione di coda dell'aereo.
I servizi di emergenza hanno ricevuto diverse chiamate intorno alle 09:03 del mattino e i vigili del fuoco hanno emesso un'emergenza di livello 3, la massima allerta. Secondo l'Agenzia nazionale dei vigili del fuoco, sono stati inviati 1.562 uomini, tra cui 490 vigili del fuoco, 340 militari e 455 agenti di polizia. Uno dei sopravvissuti è stato tratto in salvo alle 09:23, mentre l'altro è stato recuperato dalla sezione di coda alle 09:50. L'incendio è stato spento entro 43 minuti dall'incidente, mentre i registratori di volo sono stati recuperati in giornata. Il registratore di volo è stato trovato parzialmente danneggiato, mentre il registratore vocale della cabina di pilotaggio era intatto.
Alle 13:36, I vigili del fuoco sono passati alle operazioni di ricerca per recuperare i corpi. Sul posto è stato allestito un obitorio temporaneo per gestire i corpi recuperati dal relitto ed è stata creata una sala d'attesa per i familiari degli occupanti dell'aereo, con funzionari pubblici assegnati a ciascuna famiglia per sostenerli in attesa di notizie sull'incidente. All'interno dell'aeroporto sono state montate anche delle tende per ospitare temporaneamente i familiari in arrivo. Più tardi, durante la notte, i familiari sono stati ospitati temporaneamente nei dormitori dell'Università Nazionale di Mokpo. In aeroporto, alcuni di loro hanno fornito ai funzionari campioni di DNA per aiutare l'identificazione delle vittime. Il 30 dicembre, alle 12:10, Il governatore della provincia di South Jeolla, Kim Yung-rok, ha dichiarato che 120 corpi erano stati identificati; di 159 erano state raccolte le impronte digitali e che i restanti 20 sarebbero stati identificati con campioni di DNA. I vigili del fuoco, alle 14:47, hanno dichiarato che 137 corpi erano stati identificati e che si stavano ancora raccogliendo i DNA per identificare i restanti.
La pista dell'aeroporto Internazionale di Muan è stata chiusa fino al 1º gennaio 2025. Al momento dell'incidente, i lavori di costruzione in corso avevano ridotto la lunghezza della pista da 2 800 a 2 500 metri; i funzionari hanno scartato la possibilità che la lunghezza relativamente ridotta della pista abbia contribuito all'incidente. Il Ministero dei Trasporti sudcoreano ha annunciato la rimozione del terrapieno di cemento che supportava le antenne di navigazione, poiché si ritiene che abbia aggravato la gravità dell'incidente. Inoltre, assicurerà che tutte le piste degli aeroporti del paese abbiano una zona di sicurezza di 240 metri (l'area presso l'aeroporto di Muan era lunga circa 200 metri prima dell'incidente).

## Le indagini
In una conferenza stampa, Lee Jeong-hyun, capo dei vigili del fuoco della contea di Muan, ha dichiarato che si presume che la causa del cedimento del carrello d'atterraggio sia stata il tempo avverso combinato con l'impatto con uccelli; le condizioni meteorologiche intorno all'aeroporto al momento dell'incidente erano favorevoli, con quasi assenza di vento, pioggia o nuvole, e la visibilità era di 9 chilometri. Jeff Guzzetti, ex investigatore di incidenti per la Federal Aviation Administration e il National Transportation Safety Board, ha dichiarato che “l'industria aeronautica è costruita sulla ridondanza e ci sono pochissimi guasti a un singolo punto nella progettazione o nelle operazioni degli aerei”.
Sei minuti prima dell'incidente, il controllo del traffico aeroportuale ha emesso un avviso di possibile bird strike. Un minuto dopo, il pilota ha dichiarato il mayday. L'aeroporto di Muan ha il più alto tasso di bird strike tra i 14 aeroporti regionali della Corea del Sud. Sebbene il numero assoluto di tali eventi sia piccolo in termini statistici, il tasso di strike dello 0,09% dei voli è significativamente più alto rispetto ad altri aeroporti principali come Gimpo (0,018%) e Jeju (0,013%). L'aeroporto è stato costruito vicino a importanti habitat e zone di alimentazione per gli uccelli, come il lago Yeongsan e le piane fangose della costa sud-occidentale. Lo sviluppo del territorio vicino ha fatto sì che gli uccelli locali prendessero rotte sempre più irregolari e il cambiamento climatico ha portato molte specie di uccelli migratori a diventare uccelli stanziali.
Kim In-gyu, direttore del Korea Aerospace University Flight Education Center, ha dichiarato che è insolito che tutti e tre i carrelli di atterraggio si siano guastati e che “è difficile concludere che il responsabile sia stato solo un bird strike”. Altri esperti hanno affermato che anche se un motore si è guastato, il secondo motore avrebbe dovuto essere in grado di fornire energia per abbassare il carrello d'atterraggio.
Il professor Choi Kee-young dell'Università di Inha ha osservato che gli inversori di spinta e i flap alari sembravano non funzionare. Dopo aver esaminato le riprese dell'incidente, il professor Shawn Pruchnicki dell'Università statale dell'Ohio ha commentato che “un inversore di spinta sembrava essere in uso su un solo motore”. Keith Tonkin dell'Aviation Projects di Brisbane, in Australia, ha affermato che i flap alari non erano stati estesi durante l'atterraggio e che l'aereo stava percorrendo la pista a una velocità superiore a quella tipica di atterraggio.
Entrambe le scatole nere (il registratore vocale della cabina di pilotaggio e il registratore dei dati di volo) sono state recuperate e sull'incidente sta indagando l'Aviation and Railway Accident Investigation Board (ARAIB), con l'assistenza dell'NTSB, della FAA e della Boeing.